# European Silver League 2024 (damer)
European Silver League 2024 utspelade sig mellan 16 maj och 13 juni 2024. Det var sjätte upplagan av turneringen och tio damlandslag från CEV:s medlemsförbund deltog. Portugal vann turnering för första gången genom att besegra Finland i finalen och gick därigenom upp till European Golden League 2025.

## Regelverk

### Format
Tävlingen bestod av ett gruppspel där varje lag mötte totalt sex andra lag. De två främsta lagen i gruppen gick vidare till en final som genomfördes i form av två matcher (hemma/borta). Vinnaren av final kvalificerade sig för European Golden League 2025.

### Metod för att bestämma tabellplacering
Om slutresultatet blev 3-0 eller 3-1 tilldelades 3 poäng till det vinnande laget och 0 till det förlorande laget, om slutresultatet blev 3-2 tilldelades 2 poäng till det vinnande laget och 1 till det förlorande laget.
Lagens position i respektive grupp bestämdes utifrån (i tur och ordning):
- Antal vunna matcher
- Poäng;
- Kvot vunna/förlorade set
- Kvot vunna/förlorade bollpoäng;
- Inbördes möten.

Då Bosnien och Hercegovina drog sig ur turneringen strax för dess start medförde detta att lagen skulle komma att spela olika många matcher. Därför anpassades reglerna så att resulten mot det sist placerade laget inte räknades (vilket för de lag som skulle möte Bosnien och Hercegovina innebar att de mötet, för vilka de andra laget tilldömdes seger med 3-0 i set, inte räknades).

## Deltagande lag
| Lag                     | Turnering                         | Deltog senast               |
| ----------------------- | --------------------------------- | --------------------------- |
| Bosnien och Hercegovina | 9:a i European Golden League 2023 | European Silver League 2021 |
| Färöarna                | 7:a i European Silver League 2023 | European Silver League 2023 |
| Finland                 | Wild card                         | Debut                       |
| Island                  | Wild card                         | Debut                       |
| Georgien                | 6:a i European Silver League 2023 | European Silver League 2023 |
| Lettland                | 5:a i European Silver League 2023 | European Silver League 2023 |
| Luxemburg               | Wild card                         | European Silver League 2022 |
| Montenegro              | 4:a i European Silver League 2023 | European Silver League 2023 |
| Portugal                | 3:a i European Silver League 2023 | European Silver League 2023 |
| Ungern                  | Wild card                         | Debut                       |

## Turneringen

### Gruppspel[2]

#### Första veckan

##### Grupp 1
| 17 maj 2024 Íþróttahúsið Digranes, Kópavogur Speltid: 1:39 - Åskådare: 130 | Lettland | 3 - 1 | Island   | 20-25, 25-18, 25-14, 25-19 |
| 18 maj 2024 Íþróttahúsið Digranes, Kópavogur Speltid: 1:41 - Åskådare: 85  | Ungern   | 3 - 1 | Lettland | 25-21, 28-30, 25-9, 25-18  |
| 19 maj 2024 Íþróttahúsið Digranes, Kópavogur Speltid: 1:12 - Åskådare: 165 | Island   | 0 - 3 | Ungern   | 20-25, 15-25, 15-25        |

##### Grupp 2
| 16 maj 2024 Tampereen jäähalli, Tammerfors Speltid: 1:02 - Åskådare: 750   | Luxemburg | 0 - 3 | Finland   | 7-25, 19-25, 9-25          |
| 17 maj 2024 Tampereen jäähalli, Tammerfors Speltid: 1:12 - Åskådare: 550   | Portugal  | 3 - 0 | Luxemburg | 25-10, 25-13, 25-21        |
| 18 maj 2024 Tampereen jäähalli, Tammerfors Speltid: 1:55 - Åskådare: 1 550 | Finland   | 3 - 1 | Portugal  | 15-25, 28-26, 25-14, 25-20 |

##### Grupp 3
| 17 maj 2024 Sportska dvorana Verde, Podgorica Speltid: 0:55 - Åskådare: 100 | Färöarna   | 0 - 3 | Montenegro | 13-25, 10-25, 15-25        |
| 18 maj 2024 Sportska dvorana Verde, Podgorica Speltid: 1:07 - Åskådare: 55  | Georgien   | 3 - 0 | Färöarna   | 25-16, 25-13, 25-19        |
| 19 maj 2024 Sportska dvorana Verde, Podgorica Speltid: 1:30 - Åskådare: 400 | Montenegro | 3 - 1 | Georgien   | 25-13, 23-25, 25-14, 25-16 |

#### Andra veckan

##### Grupp 4
| 24 maj 2024 D'Coque, Luxemburg Speltid: 1:23 - Åskådare: 260 | Färöarna  | 0 - 3 | Luxemburg | 21-25, 17-25, 17-25 |
| 25 maj 2024 D'Coque, Luxemburg Speltid: 1:03 - Åskådare: 130 | Ungern    | 3 - 0 | Färöarna  | 25-18, 25-8, 25-10  |
| 26 maj 2024 D'Coque, Luxemburg Speltid: 1:18 - Åskådare: 280 | Luxemburg | 0 - 3 | Ungern    | 17-25, 14-25, 19-25 |

##### Grupp 5
| 24 maj 2024 Olimpiskais Sporta centrs, Riga Speltid: 1:09 - Åskådare: 780 | Georgien                | 0 - 3 | Lettland                | 23-25, 14-25, 14-25 |
| 25 maj 2024 Olimpiskais Sporta centrs, Riga Speltid: 0:00 - Åskådare: 0   | Bosnien och Hercegovina | 0 - 3 | Georgien                | 0-25, 0-25, 0-25    |
| 26 maj 2024 Olimpiskais Sporta centrs, Riga Speltid: 0:00 - Åskådare: 0   | Lettland                | 3 - 0 | Bosnien och Hercegovina | 25-0, 25-0, 25-0    |

##### Grupp 6
| 24 maj 2024 Pavilhão Municipal Santo Tirso, Santo Tirso Speltid: 1:26 - Åskådare: 1 315 | Island     | 0 - 3 | Portugal   | 19-25, 18-25, 12-25        |
| 25 maj 2024 Pavilhão Municipal Santo Tirso, Santo Tirso Speltid: 1:41 - Åskådare: 100   | Montenegro | 3 - 1 | Island     | 25-14, 27-25, 20-25, 25-18 |
| 26 maj 2024 Pavilhão Municipal Santo Tirso, Santo Tirso Speltid: 1:21 - Åskådare: 1 482 | Portugal   | 3 - 0 | Montenegro | 25-23, 25-20, 25-14        |

#### Tredje veckan

##### Grupp 7
| 31 maj 2024 Tbilisis sportpalats, Tbilisi Speltid: 1:19 - Åskådare: 1 150 | Luxemburg | 0 - 3 | Georgien  | 24-26, 18-25, 15-25               |
| 1 juni 2024 Tbilisis sportpalats, Tbilisi Speltid: 2:14 - Åskådare: 207   | Island    | 2 - 3 | Luxemburg | 25-21, 25-18, 23-25, 25-27, 14-16 |
| 2 juni 2024 Tbilisis sportpalats, Tbilisi Speltid: 1:46 - Åskådare: 3 100 | Georgien  | 3 - 1 | Island    | 25-16, 21-25, 25-19, 25-15        |

##### Grupp 8
| 31 maj 2024 Érd Aréna, Érd Speltid: 1:09 - Åskådare: 1 767 | Lettland | 0 - 3 | Ungern   | 17-25, 16-25, 16-25        |
| 1 juni 2024 Érd Aréna, Érd Speltid: 1:52 - Åskådare: 211   | Finland  | 3 - 1 | Lettland | 25-14, 25-18, 22-25, 25-22 |
| 2 juni 2024 Érd Aréna, Érd Speltid: 2:04 - Åskådare: 1 968 | Ungern   | 1 - 3 | Finland  | 17-25, 24-26, 27-25, 24-26 |

##### Grupp 9
| 31 maj 2024 SD Goran Čengić, Sarajevo Speltid: 0:00 - Åskådare: 0 | Montenegro              | 3 - 0 | Bosnien och Hercegovina | 25-0, 25-0, 25-0 |
| 1 juni 2024 SD Goran Čengić, Sarajevo Speltid: 0:00 - Åskådare: 0 | Portugal                | 0 - 0 | Montenegro              | [ 4 ]            |
| 2 juni 2024 SD Goran Čengić, Sarajevo Speltid: 0:00 - Åskådare: 0 | Bosnien och Hercegovina | 0 - 3 | Portugal                | 0-25, 0-25, 0-25 |

#### Fjärde veckan

##### Grupp 10
| 7 juni 2024 Samkomuhøll, Tórshavn Speltid: 1:05 - Åskådare: 50 | Finland                 | 3 - 0 | Färöarna                | 25-14, 25-19, 25-17 |
| 8 juni 2024 Samkomuhøll, Tórshavn Speltid: 0 - Åskådare: 0     | Bosnien och Hercegovina | 0 - 3 | Finland                 | 0-25, 0-25, 0-25    |
| 9 juni 2024 Samkomuhøll, Tórshavn Speltid: 0 - Åskådare: 0     | Färöarna                | 3 - 0 | Bosnien och Hercegovina | 25-0, 25-0, 25-0    |

#### Samtliga matcher
| Pos. | Lag                     | Pt | G | V | P | VS | FS | Kvot  | VP  | FP  | Kvot  |
| ---- | ----------------------- | -- | - | - | - | -- | -- | ----- | --- | --- | ----- |
| 1.   | Finland                 | 18 | 6 | 6 | 0 | 18 | 3  | 6,000 | 517 | 341 | 1,516 |
| 2.   | Ungern                  | 15 | 6 | 5 | 1 | 16 | 4  | 4,000 | 495 | 365 | 1,356 |
| 3.   | Portugal                | 12 | 5 | 4 | 1 | 13 | 3  | 4,333 | 385 | 243 | 1,584 |
| 4.   | Montenegro              | 12 | 5 | 4 | 1 | 12 | 5  | 2,400 | 402 | 263 | 1,528 |
| 5.   | Georgien                | 12 | 6 | 4 | 2 | 13 | 7  | 1,857 | 441 | 353 | 1,249 |
| 6.   | Lettland                | 9  | 6 | 3 | 3 | 11 | 10 | 1,100 | 451 | 402 | 1,121 |
| 7.   | Luxemburg               | 5  | 6 | 2 | 4 | 6  | 14 | 0,428 | 368 | 468 | 0,786 |
| 8.   | Färöarna                | 3  | 6 | 1 | 5 | 3  | 15 | 0,200 | 302 | 375 | 0,805 |
| 9.   | Island                  | 2  | 6 | 0 | 6 | 5  | 18 | 0,277 | 444 | 545 | 0,814 |
| 10.  | Bosnien och Hercegovina | 0  | 6 | 0 | 6 | 0  | 0  | 0,000 | 0   | 450 | 0,000 |

#### Officiell sluttabell
| Pos. | Lag                     | Pt | G | V | P | VS | FS | Kvot  | VP  | FP  | Kvot  |
| ---- | ----------------------- | -- | - | - | - | -- | -- | ----- | --- | --- | ----- |
| 1.   | Finland                 | 15 | 5 | 5 | 0 | 15 | 3  | 5,000 | 442 | 341 | 1,296 |
| 2.   | Portugal                | 12 | 5 | 4 | 1 | 13 | 3  | 4,333 | 385 | 243 | 1,584 |
| 3.   | Ungern                  | 12 | 5 | 4 | 1 | 13 | 4  | 3,250 | 420 | 315 | 1,333 |
| 4.   | Montenegro              | 12 | 5 | 4 | 1 | 12 | 5  | 2,400 | 402 | 263 | 1,528 |
| 5.   | Georgien                | 9  | 5 | 3 | 2 | 10 | 7  | 1,429 | 366 | 353 | 1,037 |
| 6.   | Lettland                | 6  | 5 | 2 | 3 | 8  | 10 | 0,800 | 376 | 402 | 0,935 |
| 7.   | Luxemburg               | 5  | 5 | 1 | 4 | 3  | 12 | 0,250 | 261 | 356 | 0,733 |
| 8.   | Island                  | 2  | 5 | 0 | 5 | 3  | 15 | 0,200 | 332 | 438 | 0,758 |
| 9.   | Färöarna                | 3  | 5 | 0 | 5 | 0  | 15 | 0,000 | 227 | 375 | 0,605 |
| 10.  | Bosnien och Hercegovina | 0  | 5 | 0 | 5 | 0  | 0  | 0,000 | 0   | 375 | 0,000 |

      Kvalificerade för final.

### Final[5]

#### Match 1
| 13 juni 2024 Pavilhão Municipal Santo Tirso, Santo Tirso Speltid: - Åskådare: | Portugal | 0 - 3 | Finland | 17-25, 21-25, 11-25 |

#### Match 2
| 16 juni 2024 Tampereen jäähalli, Tammerfors Speltid: - Åskådare: | Finland | 1 - 3 (1) | Portugal | 25-21, 22-25, 23-25, 24-26 (golden set: 21-23) |

## Slutplaceringar
| Pos | Lag                     | Kvalificerat för            |
| --- | ----------------------- | --------------------------- |
|     | Portugal                | European Golden League 2025 |
|     | Finland                 |                             |
|     | Ungern                  |                             |
| 4   | Montenegro              |                             |
| 5   | Georgien                |                             |
| 6   | Lettland                |                             |
| 7   | Luxemburg               |                             |
| 8   | Färöarna                |                             |
| 9   | Island                  |                             |
| 10  | Bosnien och Hercegovina | -                           |